# Milivoj Slaviček
Milivoj Slaviček (Csáktornya, 1929. október 24. – Zágráb, 2012. november 6.) horvát író és műfordító volt. Verseket, esszéket, kritikákat, kommentárokat és újságcikkeket írt.

## Élete és pályafutása
Csáktornyán született 1929-ben. Perlakra járt általános iskolába, Zágrábban gimnáziumban érettségizett, majd a Zágrábi Egyetem Filozófiai Karán szerzett diplomát. Posztgraduális tanulmányait Krakkóban és Varsóban végezte. Fordított szlovákból és szlovénból, és főleg lengyelből, amelyet kiválóan beszélt, többek között II. János Pál pápa prózai és költői műveit fordította. Lengyelország volt számára a bűvölet, olyan nagy és tartós, hogy hosszú időre elválasztotta Horvátországtól. Elnöke és titkára volt a Horvát Írószövetségnek (1978-1979), amelynek 1952-től volt a tagja.
A nyolcvanas évek végén, a kilencvenes évek elején aktívan részt vett a politikai változásokban, 1989-től a Horvát Demokratikus Közösség (HDZ) vezetésében. 1989-ben úgy döntött, „az a folyó, amely úgy folyik, ahogy kell, ne kezdjen úgy folyni, ahogy ő akarja, így ellentmondott Broz átkának, miszerint Horvátország akkor lesz független, amikor a Száva felfelé folyik”. E nézete miatt hamar Franjo Tuđman legszűkebb körében találta magát, abban az időben, amikor a horvát államiság helyreállításával foglalkozó horvát hazafiak még (fél)illegális körülmények között voltak. Barátságban volt Ivan Slamniggel és Hrvoje Hitreccel, akiket nagyra becsült. Ő volt a szerzője a horvát himnusz részben megváltoztatott szövegének, amikor javasolta a „sinje more svijetu reci” (kék tenger mondd el a világnak) a szövegbe való beillesztését, amit hivatalosan is elfogadtak. 1992 és 1993 között lengyelországi nagykövet volt.

## Irodalmi tevékenysége
A Krugovas-nemzedékhez, azokhoz a horvát írókhoz tartozott, akik „elsöprően és örömmel” rombolták le a szocialista realizmust. Pragmatikus, ironikus és társalgási stílusában teljesen demisztifikálja az irodalmat, apró, triviális dolgokkal foglalkozott, és implicit polémiát folytatott a magasesztétika ideáljával. Az ilyen stílus azonban buktatót is rejtett. A költői témák kiválasztásánál tapasztalt nagy merítés gyakran elnyelte, a rutinosítás és a modorosság kapujába vitte költészetét, de ez nem jelenti azt, hogy számos versében ne érte volna el a kellő drámai feszültséget, vagy, hogy ne mutatott volna be sok újat, korábban nem elfogadott területeket a versszövegébe. A horvát író, Hrvoje Hitrec játékos versvarázslónak tartotta, „akinek külső megjelenése alatt mélyen erkölcsös személyiség rejlett”. Elítélte a komolytalan hanyagságot és a felületes örömöket. Leghíresebb verse a „Vrijeme je da se događa napokon čovjek” (Itt az idő, hogy végre legyen egy férfi). Szerkesztette a Kolo és a Stih folyóiratokat.
Műveit Łucja Danielewska lengyel író és műfordító fordította le horvátról lengyelre 1996-os Żywe Żywa című antológiájában. Versei a horvát háborús versszövegek antológiájában, az „U ovo skešne čas”ban is szerepelnek.

## Főbb művei
- Zaustavljena pregršt, pjesme (1954.)
- Daleka pokrajina, pjesme (1957.),
- Modro veče, pjesme (1959.)
- Soneti, pjesme o ljubavi i ostale pjesme, pjesme (1967.)
- Purpurna pepeljara, naime to i to, pjesme (1969.)
- Otvoreno radi (eventualnog) preuređenja, pjesme (1978.)
- Pjesme neke buduće knjige, pjesme (1979.)
- Sjaj ne/svakodnevice, pjesme (1987.).

## Díjai
- Vladimir Nazor-díj (1980).
- Dobrojutro, more! emlékplakett (2005).

## Fordítás
Ez a szócikk részben vagy egészben  a   Milivoj Slaviček című horvát Wikipédia-szócikk ezen változatának fordításán alapul.  Az eredeti cikk szerkesztőit annak laptörténete sorolja fel. Ez a jelzés csupán a megfogalmazás eredetét és a szerzői jogokat jelzi, nem szolgál a cikkben szereplő információk forrásmegjelöléseként.